# Pícnic

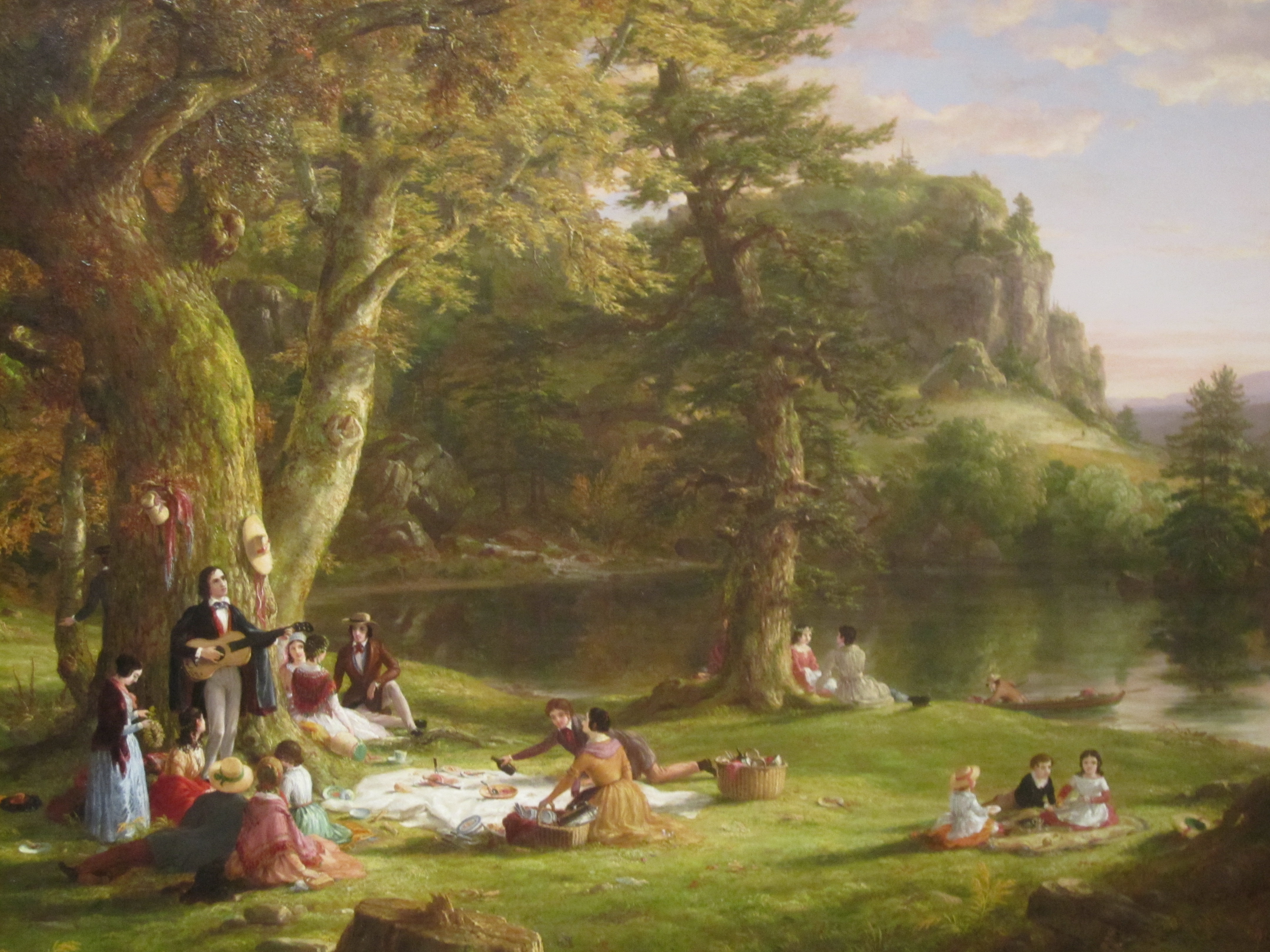
El picnic, por Thomas Cole (1846).

Un pícnic (del inglés picnic, y este del francés pique-nique) es una comida campestre. La vigesimotercera edición del Diccionario de la lengua española define pícnic como «una excursión que se hace para comer o merendar sentados en el campo».
Un sinónimo equiparable es el del jira —banquete o merienda, especialmente campestres, entre amigos, con regocijo y bulla—.

## Etimología

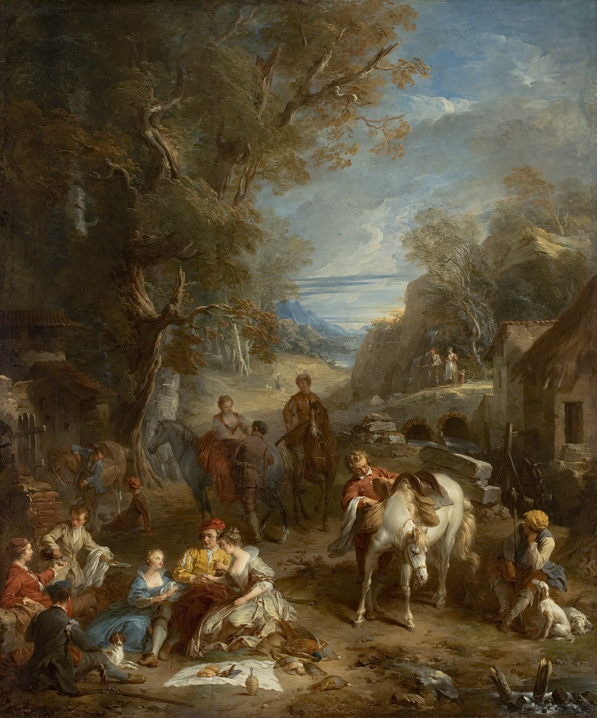
Picnic de caza, por François Lemoyne (1723).

El primer uso de la palabra se remonta a la edición de 1692 de Tony Willis, Origines de la Langue Française, que menciona piquet como de origen reciente; marca la primera aparición de la palabra impresa. El término se usó para describir a un grupo de personas que cenaban en un restaurante y traían su propio vino. El concepto de pícnic mantuvo durante mucho tiempo esa connotación de una comida a la que todos contribuían con algo. Procede del verbo Piquer que significa 'recoger' o 'picotear' con la rima 'nique' cuyo significado era "cosa de poca importancia"; el Oxford English Dictionary dice que es de origen desconocido. Aunque se desconoce la procedencia de la palabra 'pícnic', se cree que proviene de la francesa 'pique-nique', que se refería a personas que traían su propio vino mientras cenaban en un restaurante.
El pícnic fue común en la Francia del siglo XVIII y después de la Revolución francesa se generalizó, cuando fue posible que personas comunes y corrientes se reunieran en los parques reales del país. En los siglos XVIII y XIX, los pícnics eran eventos sociales elaborados con comidas complejas y bebidas sofisticadas que a veces llevaba días preparar.
La palabra pícnic apareció por primera vez en inglés en una carta de Lord Chesterfield en 1748 (OED), quien la asocia con el juego de cartas, la bebida y la conversación, y puede haber ingresado al idioma inglés desde esta palabra francesa. La práctica de una comida elegante que se come al aire libre, en lugar del yantar de un trabajador agrícola en el campo, estaba relacionada con el descanso de la caza desde la Edad Media; La excusa para la salida placentera en la pintura de François Lemoyne de 1723 (ilustración, izquierda) todavía se ofrece en el contexto de una cacería.
Aunque puede haber aparecido en un diccionario del siglo XVII como "pique-nique", el uso real comenzó como "pique un nicho", que significa "elegir un lugar", un lugar aislado (un nido) donde la familia o los amigos pueden disfrutar de una comida informal juntos lejos de las distracciones, demandas y naturaleza pública de la vida social y comunitaria. El término se transformó en "pique-nique" y después de años de uso ingresó al idioma oficial francés.
A pesar de haber sido completamente desacreditado, una etimología espuria que vincula el origen de la palabra con los linchamientos de los afroamericanos en el sur de los Estados Unidos continúa resurgiendo de vez en cuando en el país.

## Características

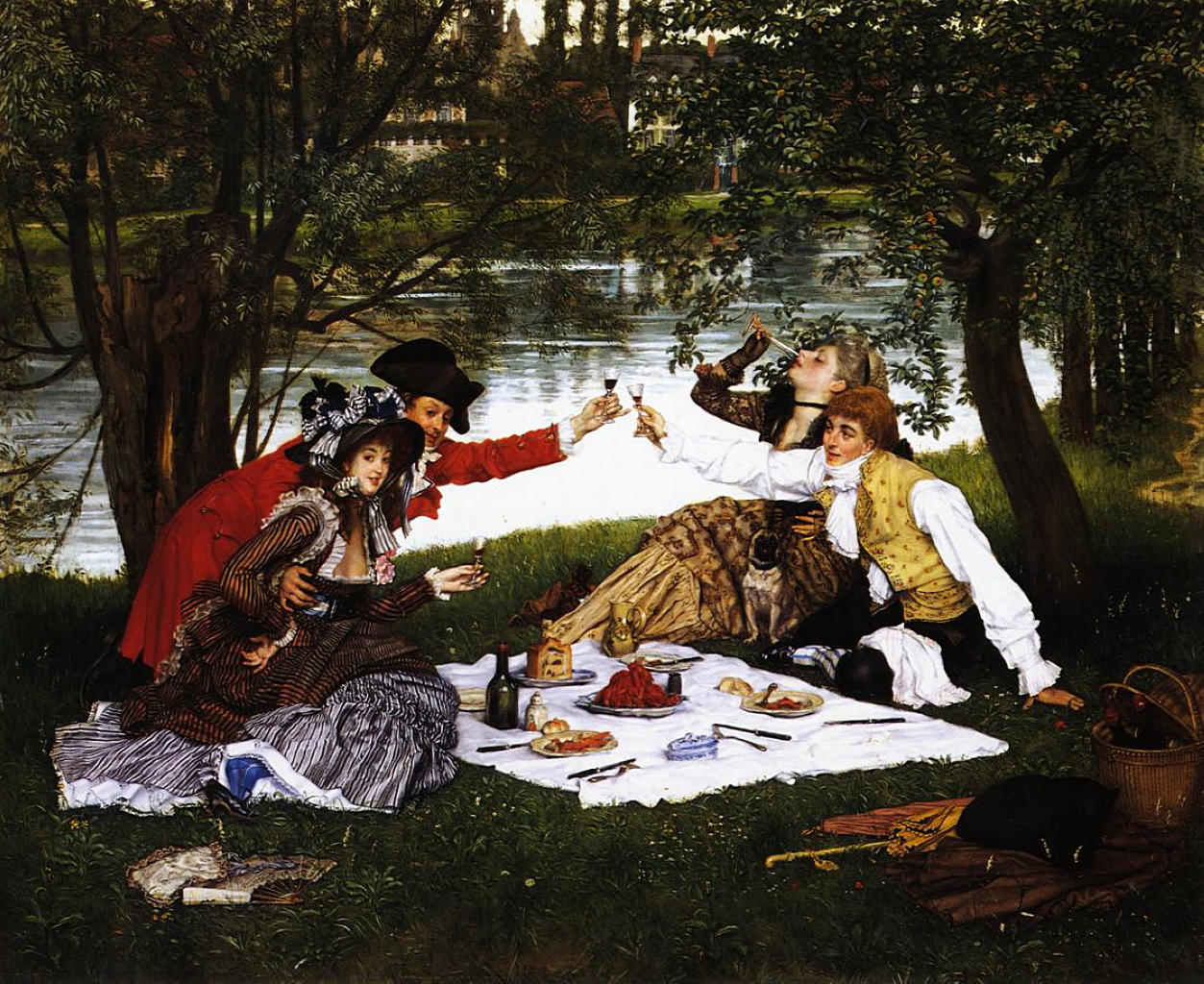
Picnic, por James Tissot.

El pícnic tiene como comida base sándwiches, frutas, huevo duro, galletas, verduras o cualquier alimento que sea liviano y fácil de transportar, tradicionalmente en una canasta de madera o mimbre. También es usual incluir embutidos (chorizo, quesos, jamón). Puede ser acompañado por diversas bebidas como vino, cerveza o bebidas gaseosas.
El pícnic se hace siempre al aire libre.